# DJ Zinhle
Ntombezinhle Mohosana (30 de desembre de 1983), coneguda professionalment com a DJ Zinhle, és una DJ, productora, personalitat dels mitjans i empresària sud-africana.
Zinhle també ha seguit una carrera d'actriu. Va fer el seu debut a la pantalla com a jutgessa a Jika MaJika, Idols South Africa, Turn It On i 1's and 2 (2021) i va aparèixer com a convidada a la sèrie de televisió eKasi: Our Stories (2011), a Play Your Part (2012), a Tropika Island (2012), a The Close Up, Rhythm City i al seu propi programa, DJ Zinhle The Unexpected.
DJ Zinhle va començar la seva carrera al voltant de 2004. Inicialment, volia ser presentadora de televisió i mai no va tenir cap aspiració de ser DJ, fins que la passió del seu germà per barrejar vinils se li va encomanar i va créixer el seu amor i passió per ser DJ. Va tenir la primera oportunitat com a DJ resident en un programa de dansa juvenil anomenat Jika Majika que es va emetre a SABC 1.
Va treballar amb el grup sud-aricà Boom Shaka a l'àlbum I Put It In, que comptava amb altres artistes com Dr Malinga, Khanyi Mbau i Mphoza. Va encapçalar el concert de Sisters with Soul juntament amb Amanda Black. A la segona cerimònia dels premis Mzansi Kwaito i música house, va guanyar dos premis, incloent-hi el de millor DJ de house i millor artista femenina de house. Zinhle també va encapçalar el concert en directe del Zimfest 2019, un festival de Zimbàbue celebrat a Anglaterra. El seu èxit del 2019 "Umlilo" va obtenir 5,1 milions de reproduccions en només tres mesos, i va ser certificat 3 × platí de la indústria discogràfica de Sud-àfrica (RISA) i també va ser votat com a Cançó de l'any del 2019. DJ Zinhle va ser escollida com a protagonista de la Red Bull Music Experience inaugural a Ciutat del Cap.
El 2021, va coorganitzar un concurs de talent a SABC 1 anomenat 1's i 2's al costat de DJ Tira i DJ Speedsta. Cap a finals del 2021, va anunciar Unexpected, el seu programa de telerealitat que es va estrenar a BET Africa.
"Thula" de Zinhle i Cici es va estrenar el 7 de juliol de 2023. La cançó va debutar al número 3 a Sud-àfrica i va ocupar el número 1 a les llistes de Top 30 Countdown de Metro FM.